# Voie de détresse
Une voie de détresse est une bretelle spéciale, généralement de voie rapide, permettant à un véhicule en difficulté (par exemple en cas de panne de freins) d'effectuer un arrêt d'urgence avant un tronçon de route dangereux (viaduc sinueux ou forte descente, par exemple).
Au bitume succèdent alors des graviers permettant de ralentir le véhicule, puis un moyen d'arrêt naturel (butte, talus...) ou artificiel (barils et butoir). Généralement, le véhicule ainsi stoppé subit tout de même d'importants dégâts, surtout au niveau des pare-chocs et des soubassements sans pour autant mettre en danger la vie des passagers.

## Signalisation

Panneau d'indication d'une voie de détresse en France.

La convention de Vienne sur la signalisation routière a normalisé la signalisation d'une voie de détresse. 
En France, une voie de détresse est signalée à l'avance par un panneau spécifique, de forme carrée et bleu, avec une représentation en blanc de la route et de la voie de détresse. L'extrémité de la voie de détresse est représentée par un motif à damier rouge et blanc. Au sol, un motif à damier rouge et blanc est peint pour indiquer à l'automobiliste la voie à prendre.

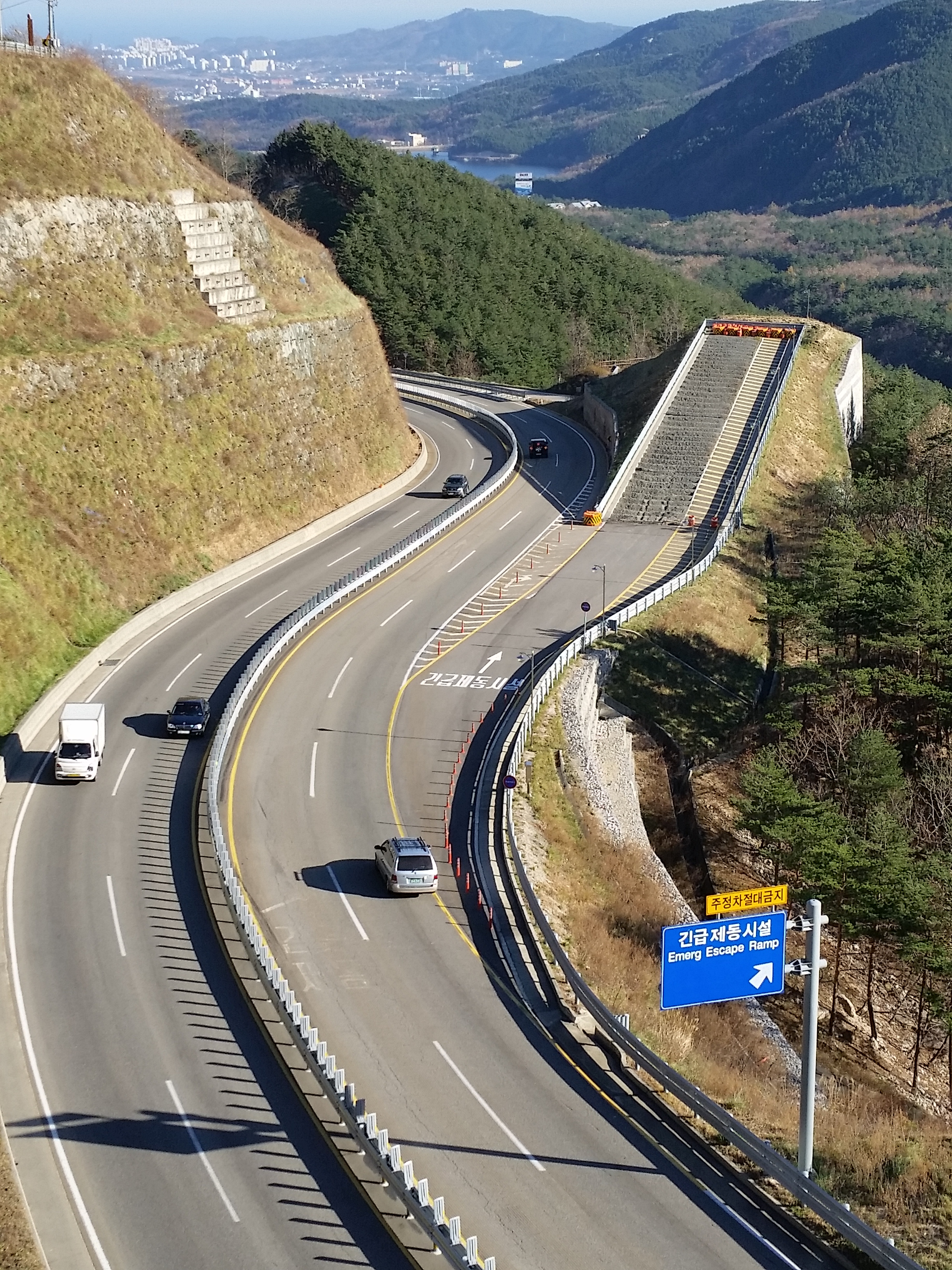
Voie de détresse, Misiryeong-ro, Gangwon, Corée du Sud.
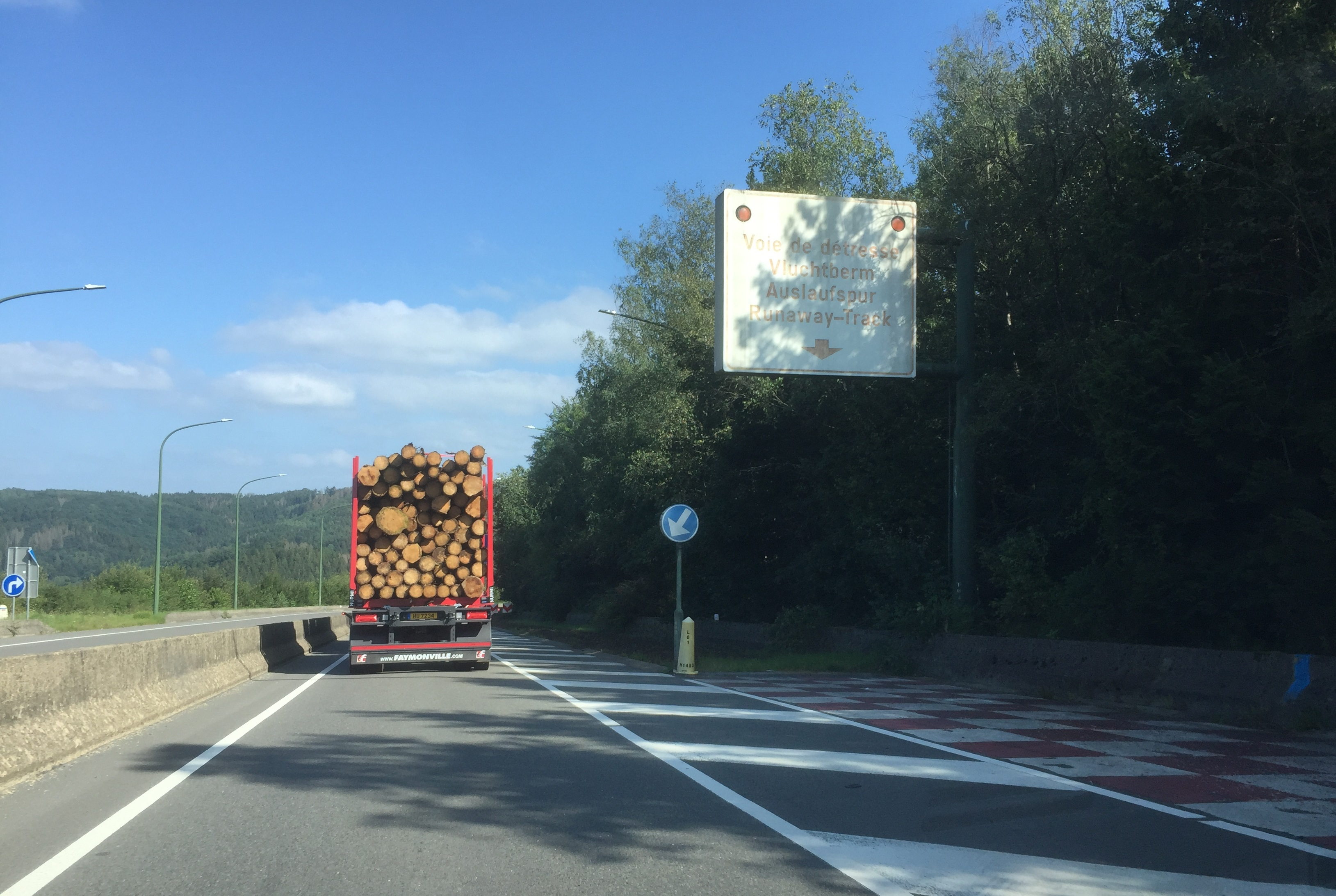
En Belgique, à la suite de la catastrophe de Martelange, deux voies de détresse ont été créées sur route nationale 4.
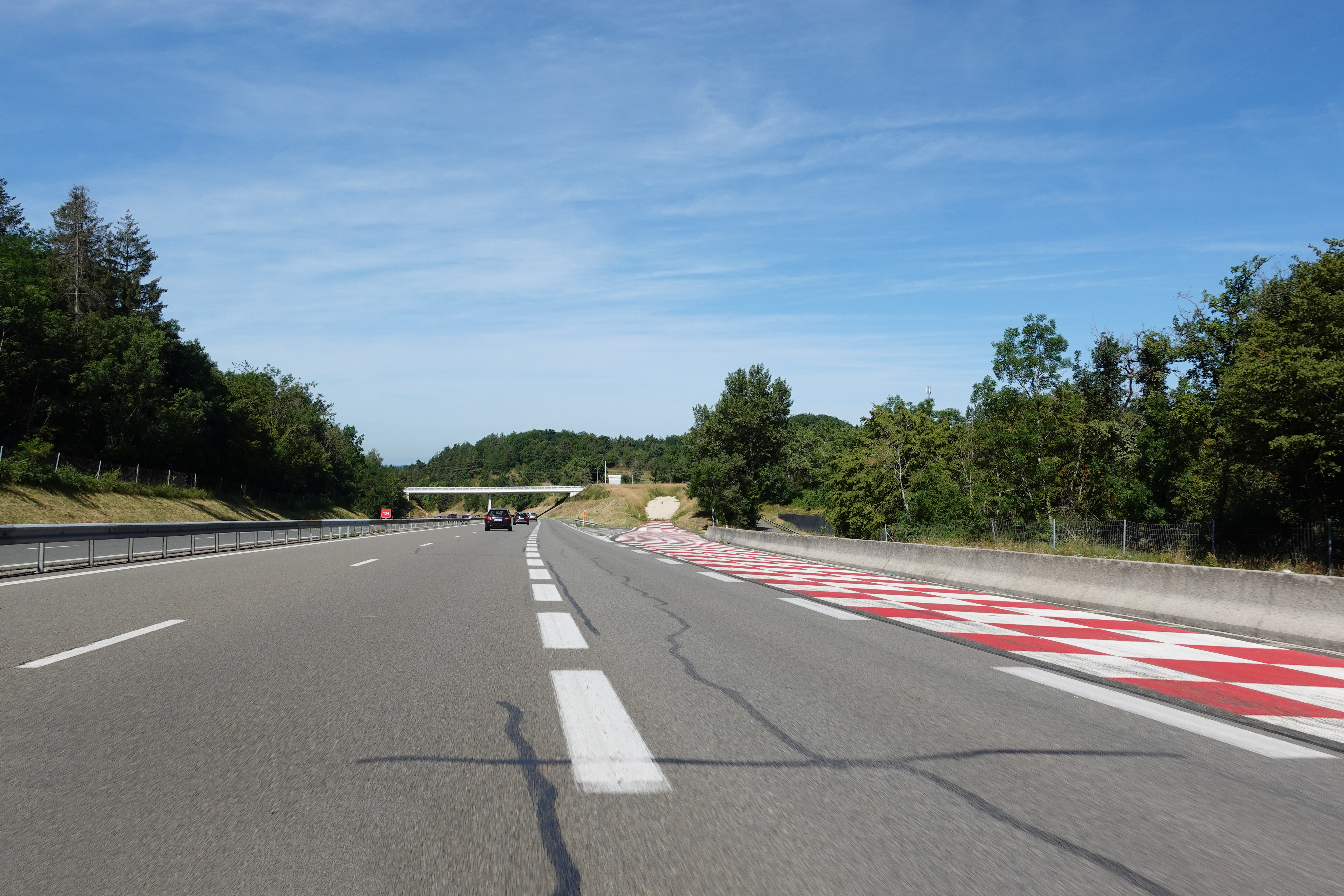
Voie de détresse sur la droite, autoroute française A40, descente du col de Ceignes.
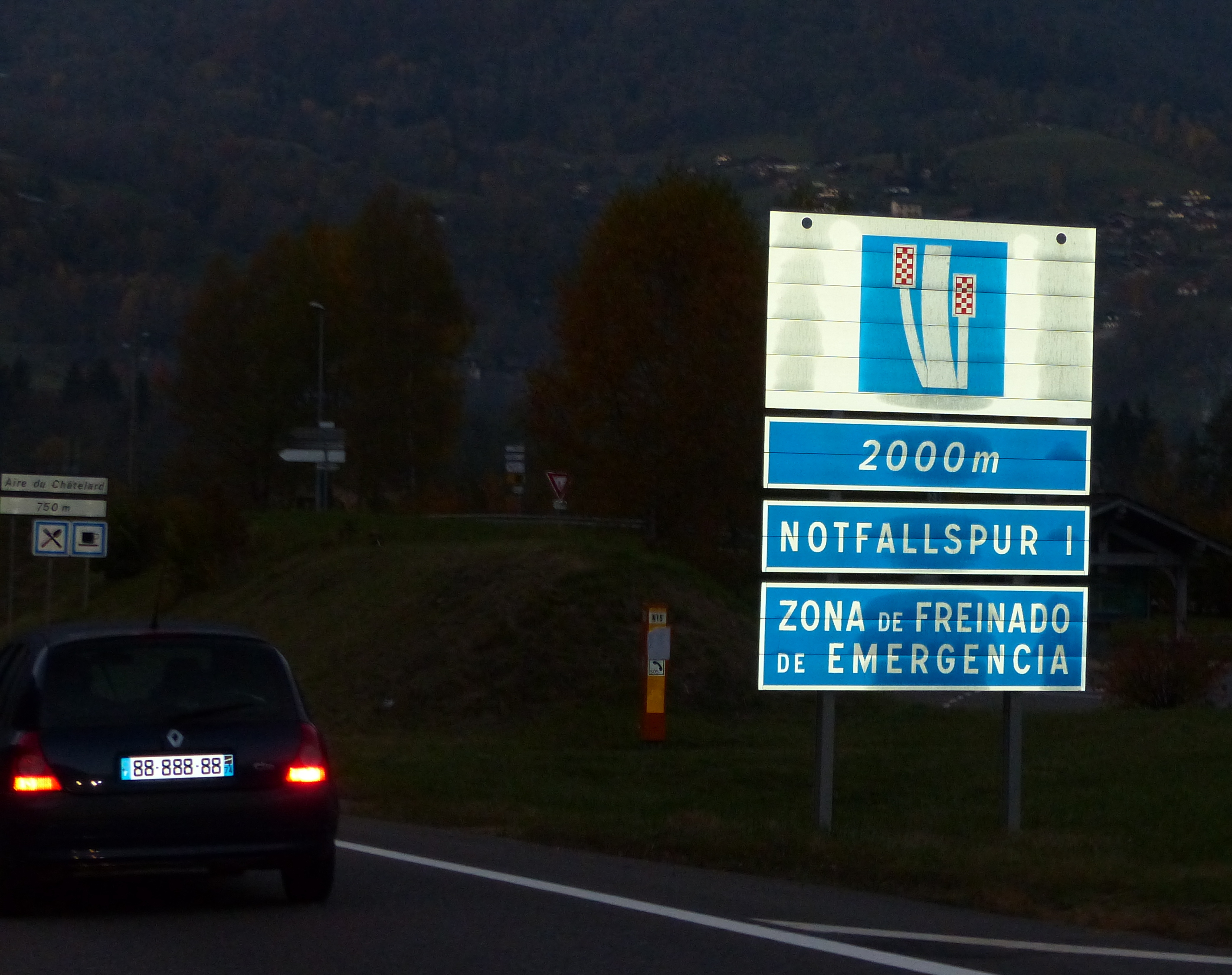
Voies de détresse indiquées en allemand et italien, route nationale française 205, en descendant du tunnel du Mont-Blanc.